# Орландо меџик
Орландо меџик (енгл. Orlando Magic) je амерички кошаркашки клуб из Орланда, Флорида. Игра у НБА лиги (Југоисточна дивизија).

## Дворана
Клуб као домаћин игра утакмице у Амвеј арени. Првобитни назив дворане је Орландо арена, a у периоду 1999—2006 дворана је носила назив Ти-Ди Вотерхаус сентер.

## Битни појединци

### УКући славних
- Чак Дејли (тренер)
- Доминик Вилкинс (играо краће време за Меџик)
- Џулијус Ирвинг (примљен у Кућу славних пре него што је постао члан управе Меџика)

### Пензионисани бројеви
6 - Шести играч-публика (иако је дрес са бројем 6 у сезони 2001-2002 поново носио Патрик Јуинг)

### Остали значајни играчи
- Дарел Армстронг
- Стив Франсис
- Хорас Грант
- Анферни Хардавеј
- Кори Магети
- Грант Хил
- Трејси Макгрејди
- Катино Мобли
- Шакил О’Нил
- Бен Волас
- Патрик Јуинг
- Доминик Вилкинс
- Дерек Харпер
- Марк Прајс
- Шон Кемп
- Род Стрикланд
- Двајт Хауард
- Никола Вучевић